# Колбочки

Сечение слоя сетчатки глаза

Строение колбочки (сетчатка).
1 — мембранные полудиски;
2 — митохондрия;
3 — ядро;
4 — синаптическая область;
5 — связующий отдел (перетяжка);
6 — наружный сегмент;
7 — внутренний сегмент.

Ко́лбочки (лат. coni) — один из двух типов фоторецепторов, периферических отростков светочувствительных клеток сетчатки глаза, названный так за свою коническую форму. Это высокоспециализированные клетки, преобразующие световые раздражения в нервное возбуждение, обеспечивают цветовое зрение. Другим типом фоторецепторов являются палочки.
Колбочки чувствительны к свету благодаря наличию в них специфического пигмента — йодопсина. В свою очередь йодопсин состоит из нескольких зрительных пигментов. На сегодняшний день хорошо известны и исследованы два пигмента: хлоролаб (чувствительный к жёлто-зелёной области спектра) и эритролаб (чувствительный к жёлто-красной части спектра).
В литературе представлены различные, хотя и близкие числа колбочек в сетчатке человеческого глаза у взрослого человека со 100 % зрением. Так, в Rods and Cones указывается число от шести до семи миллионов колбочек, большинство из которых содержится в жёлтом пятне.
Обычно указываемое количество в шесть миллионов колбочек в человеческом глазу было найдено Остербергом в 1935 году. Учебник Ойстера (1999) цитирует работу Curcio et al. (1990), с числами около 4,5 миллиона колбочек и 90 миллионов палочек в сетчатке человека.
Размеры колбочек: длина — около 50 мкм, диаметр — от 1 до 4 мкм.
Колбочки приблизительно в 100 раз менее чувствительны к свету, чем палочки (другой тип клеток сетчатки), но гораздо лучше воспринимают быстрые движения.

## Строение фоторецепторов
Колбочки и палочки сходны по строению и состоят из четырёх участков.
В строении колбочки принято различать (см. рисунок):
- наружный сегмент (содержит мембранные полудиски),
- связующий отдел (перетяжка),
- внутренний сегмент (содержит митохондрии),
- синаптическую область.

Наружный сегмент заполнен мембранными полудисками, образованными плазматической мембраной, и отделившимися от неё. Они представляют собой складки плазматической мембраны, покрытые светочувствительным пигментом. Обращённая к свету наружная часть столбика из полудисков постоянно обновляется за счёт фагоцитоза «засвеченных» полудисков клетками пигментного эпителия и постоянного образования новых полудисков в теле фоторецептора. Так происходит регенерация зрительного пигмента. В среднем, за сутки фагоцитируется около 80 полудисков, а полное обновление всех полудисков фоторецептора, происходит примерно за 10 дней. В колбочках мембранных полудисков меньше, чем дисков в палочке, и их количество порядка нескольких сотен. В районе связующего отдела (перетяжки) наружный сегмент почти полностью отделен от внутреннего впячиванием наружной мембраны. Связь между двумя сегментами осуществляется через цитоплазму и пару ресничек, переходящих из одного сегмента в другой. Реснички содержат только 9 периферических дублетов микротрубочек: пара центральных микротрубочек, характерных для ресничек, отсутствует.
Внутренний сегмент это область активного метаболизма; она заполнена митохондриями, доставляющими энергию для процессов зрения, и полирибосомами, на которых синтезируются белки, участвующие в образовании мембранных дисков и зрительного пигмента. В этом же участке располагается ядро.
В синаптической области клетка образует синапсы с биполярными клетками. Диффузные биполярные клетки могут образовывать синапсы с несколькими палочками. Это явление называемое синаптической конвергенцией.
Моносинаптические биполярные клетки связывают одну колбочку с одной ганглиозной клеткой, что обеспечивает большую по сравнению с палочками остроту зрения. Горизонтальные и амакриновые клетки связывают вместе некоторое число палочек и колбочек. Благодаря этим клеткам зрительная информация ещё до выхода из сетчатки подвергается определённой переработке; эти клетки, в частности, участвуют в латеральном торможении.

## Цветное зрение

Нормализованные графики спектральной зависимости чувствительности к свету у человеческих клеток-колбочек различных видов — коротковолновых, средневолновых и длинноволновых (синий, зелёный и красный графики) и клеток-палочек (чёрный график). NB: ось длин волны на данном графике линейная.

Те же графики, но без нормализации светочувствительности

По чувствительности к свету с различными длинами волн различают три вида колбочек. Колбочки S-типа чувствительны в фиолетово-синей (S от англ. Short — коротковолновый спектр), M-типа — в зелёно-жёлтой (M от англ. Medium — средневолновый), и L-типа — в жёлто-красной (L от англ. Long — длинноволновый) частях спектра. Наличие этих трёх видов колбочек (и палочек, чувствительных в изумрудно-зелёной части спектра) даёт человеку цветное зрение.
| Название | максимум | Название цвета |
| -------- | -------- | -------------- |
| S        | 443 нм   | синий          |
| M        | 544 нм   | зелёный        |
| L        | 570 нм   | красный        |

Длинноволновые и средневолновые колбочки (с пиками в жёлто-красном и сине-зелёном диапазонах) имеют широкие зоны чувствительности со значительным перекрыванием, поэтому колбочки определённого типа реагируют не только на свой цвет; они лишь реагируют на него интенсивнее других.
Пигмент, чувствительный к фиолетово-синей области спектра, названный цианолаб, у человека кодируется геном OPN1SW.
В ночное время, когда поток фотонов недостаточен для нормальной работы колбочек, зрение обеспечивают только палочки, поэтому ночью человек не может различать цвета.

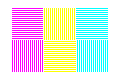
Пространственное разрешение глаза человека различается для разных цветов: На белом фоне ориентацию жёлтых линий определить сложно, поскольку жёлтый отличается от белого синей (коротковолновой) компонентой

Колбочки трёх видов распределены в сетчатке неравномерно. Преобладают длинно- и средневолновые, коротковолновых колбочек гораздо меньше и они (как и палочки) отсутствуют в центральной ямке. Такая асимметрия объясняется цветовой аберрацией — изображение хорошо сфокусировано на сетчатке только в длинноволновой части спектра, то есть если количество «синих» колбочек и увеличить, чётче изображение не станет.